# روبرت بوث
روبرت بوث (بالإنجليزية: Robert Booth)‏ هو مجدف أسترالي، ولد في 26 مارس 1964.

## وصلات خارجية
- روبرت بوث على موقع الاتحاد الدولي للتجديف (الإنجليزية)
- روبرت بوث على موقع اللجنة الأولمبية الدولية (الإنجليزية)
- روبرت بوث على موقع أوليمبيديا (الإنجليزية)